# Ширинский, Миргаяс Миргаясович
Миргая́с Миргая́сович Шири́нский (26 октября 1954, Алма-Ата, СССР — 23 августа 2017, Хартум, Судан) — советский и российский дипломат. Чрезвычайный и полномочный посол (2017).

## Биография
Окончил МГИМО МИД СССР (1977) и Факультет повышения квалификации при Дипломатической академии МИД СССР (1991). На дипломатической работе с 1977 года. Владел арабским, французским и английским языками.
- В 1977—1978 годах — дежурный референт Генерального консульства СССР в Александрии (Египет).
- В 1978—1982 годах — дежурный референт, стажёр, референт-секретарь, атташе Посольства СССР в Йеменской Арабской Республике.
- В 1982—1986 годах — третий секретарь, второй секретарь Отдела стран Ближнего Востока МИД СССР.
- В 1986—1991 годах — второй секретарь, первый секретарь, заведующий сектором, заведующий отделом Управления стран Ближнего Востока и Северной Африки МИД СССР.
- В 1991—1993 годах — советник-посланник Посольства России в Йемене.
- В 1993—1996 годах — генеральный консул России в Джидде (Саудовская Аравия).
- В 1996—1998 годах — главный советник 1-го Департамента стран СНГ МИД России.
- В 1998—2001 годах — старший советник Постоянного представительства России при ЮНЕСКО в Париже (Франция).
- В 2001—2002 годах — заместитель постоянного представителя России при ЮНЕСКО.
- С декабря 2002 по декабрь 2006 года — заместитель директора Историко-документального департамента МИД России.
- С 20 декабря 2006  по 22 мая 2013 года — чрезвычайный и полномочный посол России в Руанде[1][2].
- С 27 декабря 2013 по 23 августа 2017 года — чрезвычайный и полномочный посол России в Судане[3].

Был членом Императорского православного палестинского общества.
23 августа 2017 года скончался в столице Судана Хартуме. Похоронен на Восточном кладбище в Минске.

## Дипломатический ранг
- Чрезвычайный и полномочный посланник 2 класса (22 сентября 1993)[7].
- Чрезвычайный и полномочный посланник 1 класса (22 ноября 2010)[8].
- Чрезвычайный и полномочный посол (10 июня 2017)[9].

## Семья
Был женат, имел двоих сыновей.